# 万代シルバーホテル
万代シルバーホテル（ばんだいシルバーホテル）は、新潟県新潟市中央区万代一丁目の万代シテイ内にあるホテル（シティホテル）である。本項では同ホテルが入る万代シルバーホテルビルおよび同ビル内で2019年まで営業していた新潟アルタについても述べる。

## 概要
1975年開業。新潟交通の子会社「シルバーホテル」が運営しており、館内には客室222室（シングル124室、ダブル4室、ツイン86室、和室6室、スイート2室）、宴会場7室、レストラン・飲食店4店舗などを擁する。
2009年3月31日までは全日空ホテルズ（IHG・ANA・ホテルズグループジャパン）に加盟、2012年4月1日からは阪急阪神第一ホテルグループに加盟している。前者からの離脱と前後して、2008年12月1日、近隣の万代五丁目に所在する「ホテル新潟」（リンコーコーポレーション子会社）がIHG・ANAグループと提携して「ANAクラウンプラザホテル新潟」にリブランドしている。日本ホテル協会に加盟していた時期もあった。
1980年代末ごろには宴会場や結婚式場、飲食テナントスペース、客室19室などを備えた地上10階建ての増床部分がオープンした。
かつては新潟駅前に地上9階・地下1階建て、客室数98部屋の「新潟シルバーホテル」もあったが、万代シルバーホテルの増床に合わせて1980年代末に閉鎖され、跡地は東信ビルとなった。
2021年4月までは新潟空港内のレストラン「シルバースカイ」も運営していた。

## 新潟アルタ

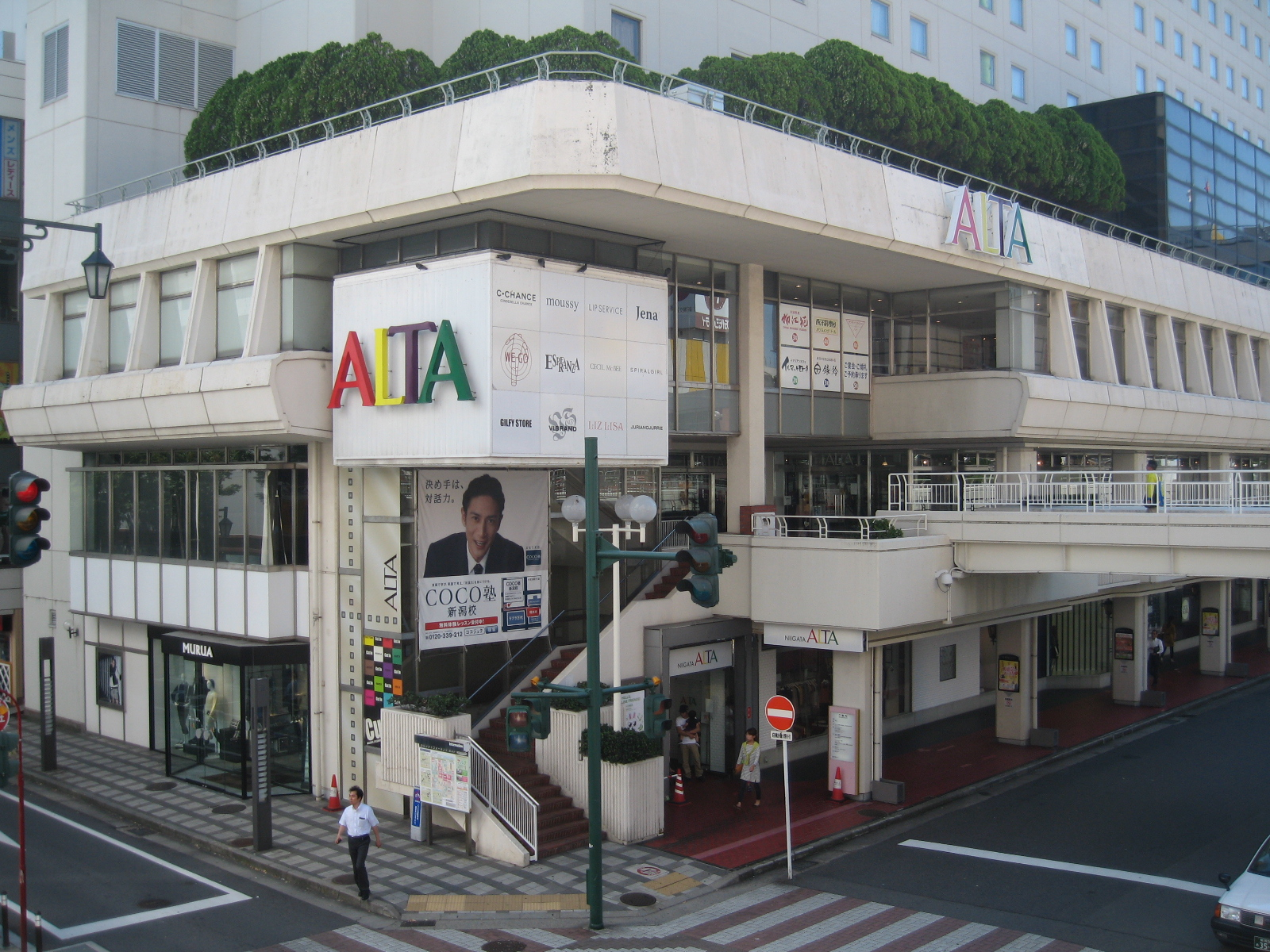
2019年3月に閉店した新潟アルタ（2013年）

万代シルバーホテルビルの地下1から2階で2019年3月まで営業していた商業施設。当初は「新潟三越エレガンス」として1975年11月オープン、三越本店直轄で運営されていた。その後新潟三越百貨店に運営移管し「新潟三越万代店」に改称した。当時の「エレガンス」、「万代店」は中高年向けのブランドを主体に取り扱っていたが、2002年、土地柄に合わせて若者向けのブランドを主体としたテナント構成に転換して「アルタ」に改称。2007年には新たに2階部分へ増床し、もともと2階にあった紀伊國屋書店はラブラ万代へ移転となった。
三越伊勢丹ホールディングスの子会社である三越伊勢丹プロパティ・デザインは、2018年8月3日、運営する新潟アルタを通販サイトや他店舗との競争激化による収益悪化を理由に、2019年3月下旬に閉店すると発表し、3月24日に閉店した。閉店の発表を受け、ビルを所有する新潟交通は後継となるテナントに関して、万代エリアに少なかった飲食店を中心に出店を募った。その後、マクドナルドやミスタードーナツ、フードコート、伊勢丹の別館である伊勢丹ANNEXが出店している。